# Sissie Wikström
Sissie Ingrid Wikström, född 29 november 1965 i Högalids församling i Stockholm, är en svensk bordshockeyspelare. Hon vann guld i SM och VM 1993, samt SM 1994 och SM 1995.
Även maken Jerry Wikström spelar bordshockey.